# Urancyla fulva
Urancyla fulva là một loài tò vò trong họ Ichneumonidae.